# Sjöstadshallen

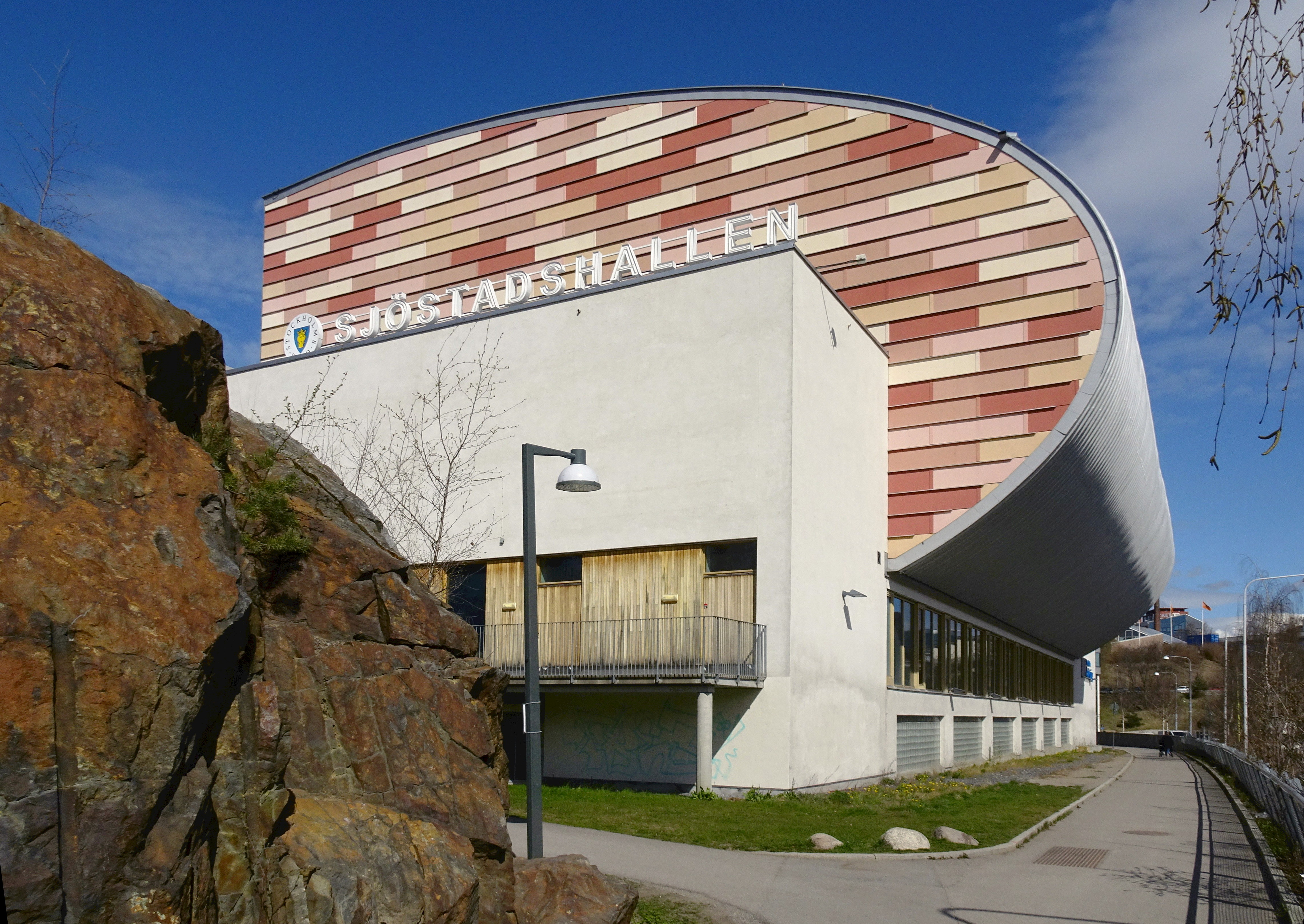
Sjöstadshallen, april 2016.

Sjöstadshallen är en idrottshall vid Skeppsmäklargatan 1 i kvarteret Vågskvalpet, Hammarby sjöstad i södra Stockholm. Hallen färdigställdes år 2005 och ritades av Brunnberg & Forshed arkitektkontor på uppdrag av dåvarande  Stockholms gatu- och fastighetskontor.

## Beskrivning

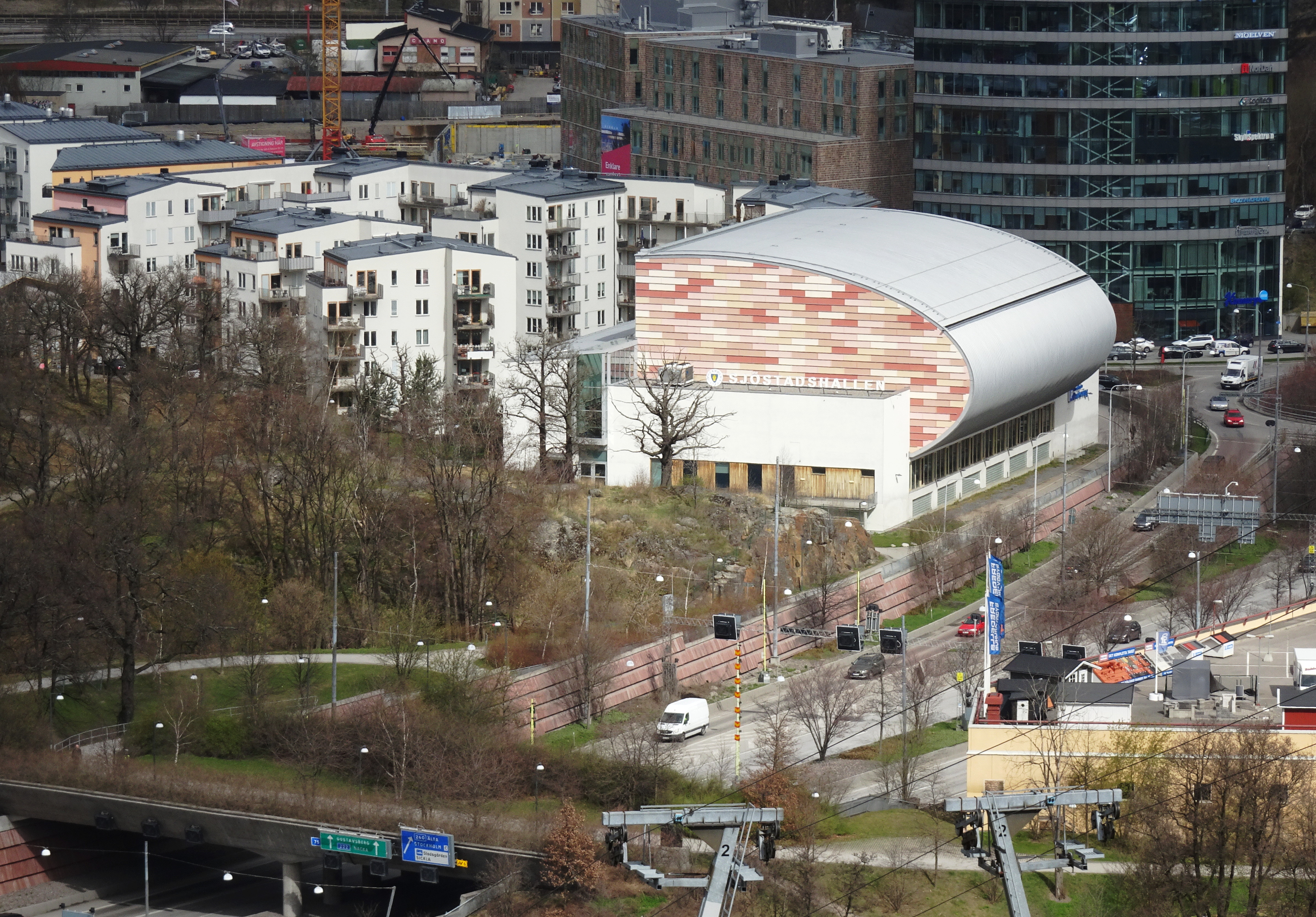
Hallens läge vid Södra länken.

Efter en vunnen arkitekttävling gick uppdraget att rita hallen till Brunnberg & Forshed. Byggnaden ligger väl synlig intill Södra länkens dike vid trafikplats Sickla. Anläggningen utmärker sig genom sin takkonstruktion i stål, formad som en ellips. Byggnaden mäter 65×35 meter och har fyra våningar, varav tre ligger ovan mark. I källarvåningen anordnades parkeringsgarage i två plan. 
I markplanet finns en friskvårdsavdelning med bland annat gym, omklädningsrum och rekreationsytor. Ovanför ligger en idrottshall på 20×40 meter med maximalt 15 meter inre takhöjd. Vid sydöstra långsidan finns läktare med 500 sittplatser. På samma plan ligger en foajé med café samt omklädningsrum, redskapsrum och kontor. 
Hallens svängda tak och övriga byggnaden konstruerades av Sveco Bloco och nominerades 2007 till Stålbyggnadsinstitutets stålbyggnadspris. Hallens tak är klädd i profilerad aluminiumplåt och gavlarna med fasadskivor i gula och orangea kulörer. De övriga byggnadskropparna är ljusputsade.

## Bilder

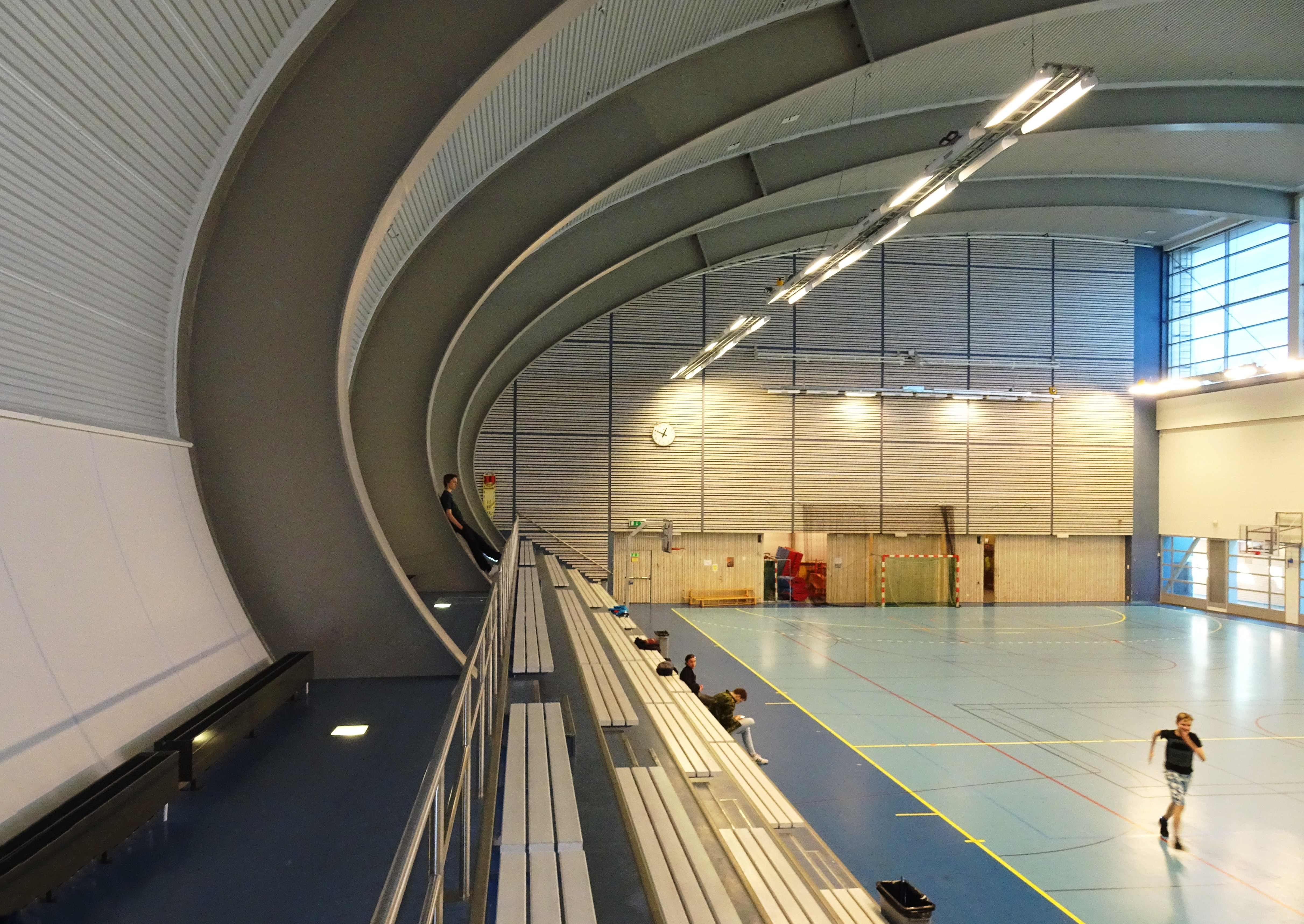
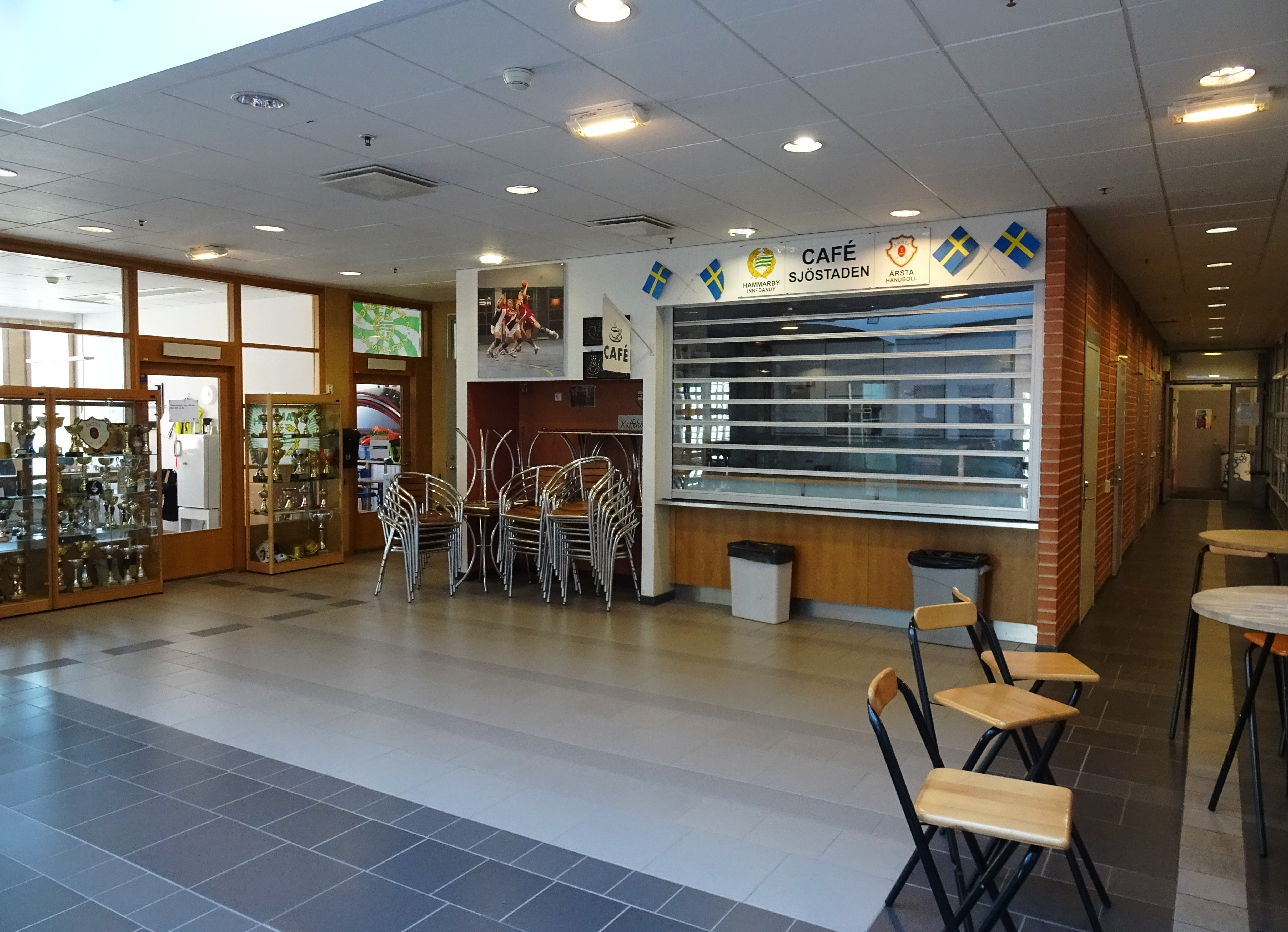
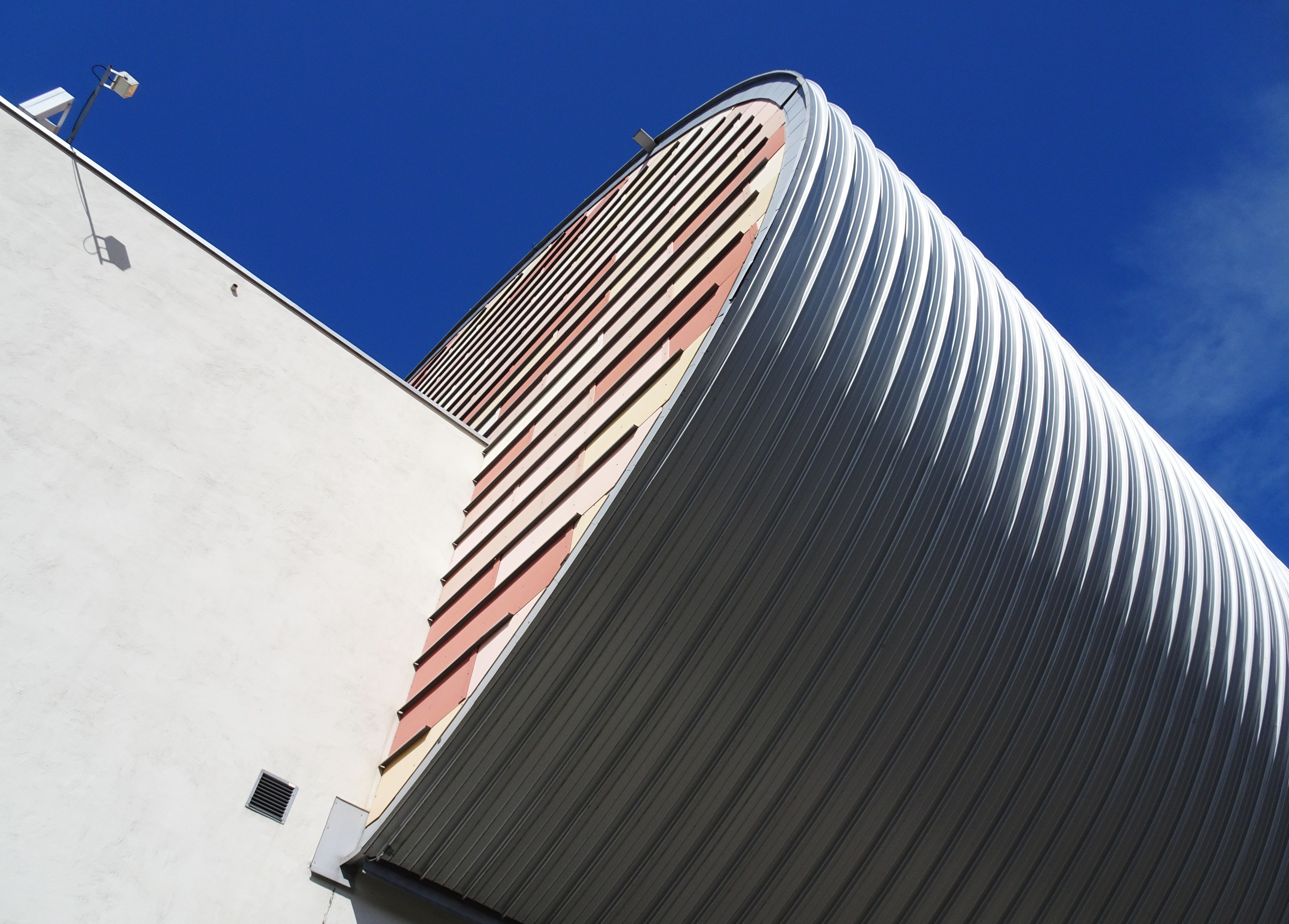
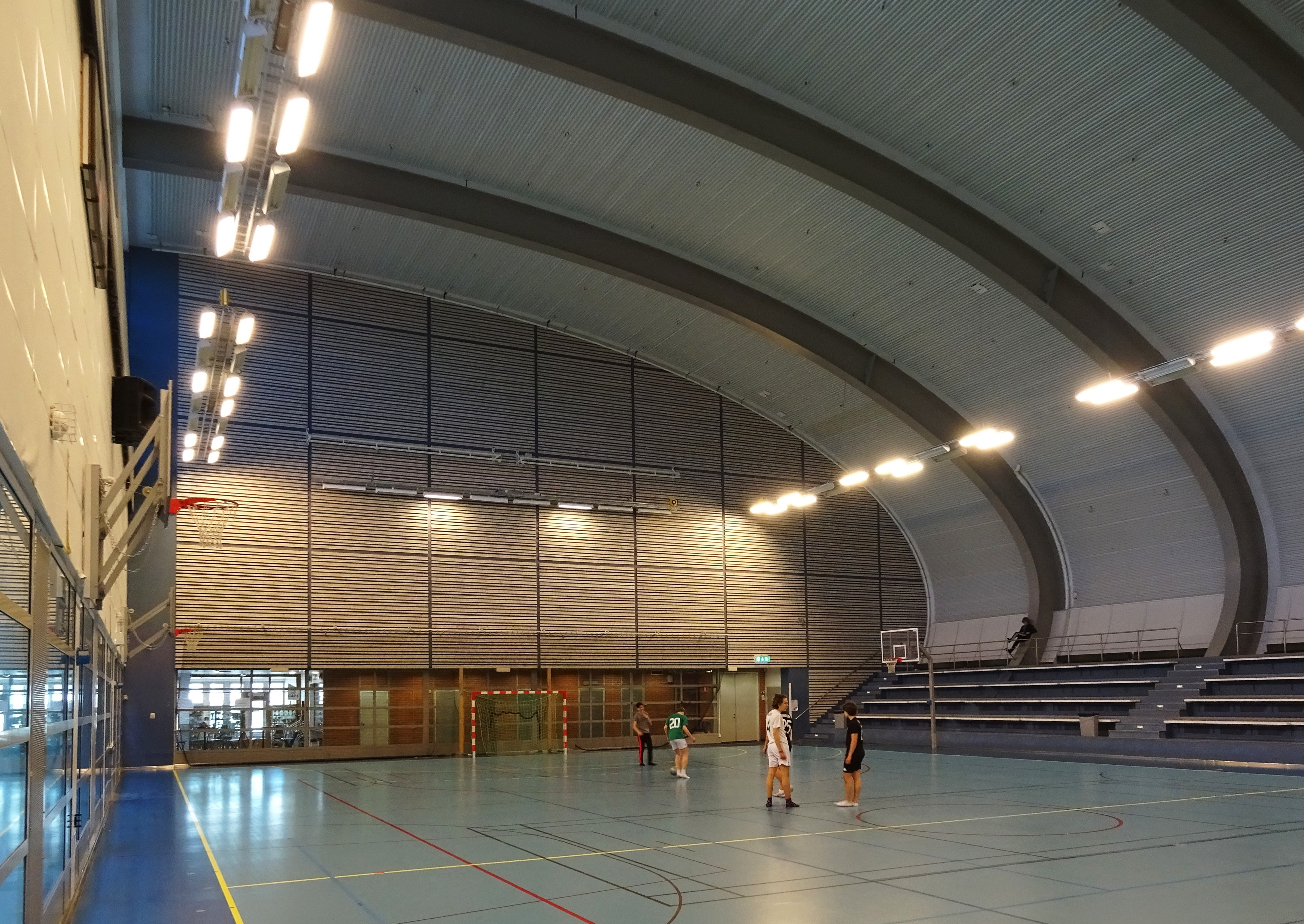